# Born to Be with You
Born to Be with You är ett musikalbum av Dion som utgavs 1975. Sex av skivans åtta låtar producerades av Phil Spector, som sagt sig beunrda Dions tidiga låtmaterial från 1950-talet tillsammans med The Belmonts. Albumet spelades in 1974 under kaotiska förhållanden med många musiker inblandade, bland dem Barney Kessel, Klaus Voormann, Hal Blaine, Jim Keltner, Bobby Keys och Jim Horn. Det gavs till slut ut, men ursprungligen bara i Storbritannien på bolaget Phil Spector International. En av albumets låtar, ""Your Own Back Yard" hade givits ut som singel redan 1970. Den blev då en mindre amerikansk hit, och kom senare att spelas in av Mott the Hoople på albumet Brain Capers. Hela albumet utmärks av en mörk ljudbild och Dion själv ansåg inte att slutresultatet blev riktigt lyckat. Han kallade bland annat skivan för "begravningsmusik".
Albumet medtogs i boken 1001 album du måste höra innan du dör där bland andra Pete Townshend och Bobby Gillespie nämndes som några av albumets beundrare.

## Låtlista
(kompositör inom parentes)
1. "Born to Be with You" (Don Robertson) - 6:51
2. "Make the Woman Love Me" (Barry Mann, Cynthia Weil) - 4:33
3. "Your Own Back Yard" (Dion DiMucci, Tony Fasce) - 3:50 (producerad av Phil Gernhard)
4. "(He's Got) The Whole World in His Hands" (Trad; arr. av Phil Spector och Dion DiMucci) - 3:21
5. "Only You Know" (Gerry Goffin, Phil Spector) - 4:45
6. "New York City Song" (Dion DiMucci, Bill Tuohy) - 3:45 (producerad av Terry Cashman and Tommy West)
7. "In and Out of the Shadows" (Gerry Goffin, Phil Spector) - 4:18
8. "Good Lovin' Man" (Phil Spector, Dion DiMucci, A.J. Bernstein) - 3:47